# 膜型表面応力センサ
膜型表面応力センサ（まくがたひょうめんおうりょくセンサ）とは、MEMSを応用してさまざまな化学物質を検出可能なセンサである。

## 概要
特定の化学物質を吸着する機能性薄膜を利用して化学物質を検出し、識別する従来の検出にレーザーを使用するカンチレバー型センサーとは異なり、レーザーが不要なので大幅な小型化が可能となり、感度が約100倍に向上した。呼気に含まれる特定の揮発性有機化合物を識別し、悪性腫瘍を検出できる。

## 原理
一種の歪みゲージを備えており、特定の化学物質を吸着する感応膜を塗布することによって圧電素子に生じた歪による圧抵抗効果を経て、抵抗値の変化から化学物質の吸着の有無を検出する。検出対象の化学物質の種類に応じ、感応膜を用意する必要がある。ただし、吸着の困難な希ガスの検出は困難である。

## 特徴
- 高感度
- 小型化、集積化が可能
- 室温動作
- 廉価
- 高信頼性
- 高速応答
- 低消費電力

## 開発の経緯
2011年に物質・材料研究機構 (NIMS) の国際ナノアーキテクトニクス研究拠点 (MANA) の吉川博士のチームと、走査型トンネル電子顕微鏡の開発で1986年にノーベル物理学賞を受賞したハインリッヒ・ローラー博士やスイス連邦工科大学ローザンヌ校の共同で開発された。

## 主な用途
- 健康診断
- 化学分析
- 有害物質の検出